# Міжнародне соціалістичне бюро
Міжнародне соціалістичне бюро — постійний виконавчо-інформаційний орган Другого Інтернаціоналу, створений у вересні 1900 року за рішенням Паризького конгресу (1900).
До складу МСБ входило по 2 делегати від кожної соціалістичної партії. У проміжках між засіданнями, що скликались кілька разів на рік, керівництво роботою бюро здійснював виконком Бельгійської соціалістичної партії. Головою МСБ був Еміль Вандервельде, секретарем (з 1905) Каміль Гюйсманс (лідери бельгійських соціал-демократів). З 1905 до складу МСБ входив як представник ЦК РСДРП Ленін. Пізніше (з 1913) на пропозицію Леніна ЦК РСДРП було представлено в МСБ Литвиновим. Після початку Першої світової війни МСБ фактично припинило своє існування.

## Відомі члени
- 1907–1914 Раковський Христіан Георгійович[1]